# Sciences dures et sciences molles
« Sciences dures » et « sciences molles » sont des expressions du registre familier, qui désignent respectivement les sciences de la nature, ou formelles, et les sciences humaines et sociales.
Ces expressions présentent un caractère péjoratif et normatif et parce qu'elles relèvent d'un jugement de valeur péjoratif envers les sciences humaines et sociales, sous-entendant que ce sont « à peine » des sciences ou des sciences « moins authentiques » que les « vraies » sciences. Elles véhiculent l'idée que les sciences « dures » sont difficiles mais exactes et durables dans le temps et qu'à l'inverse les sciences « molles » sont faciles, malléables et instables. « Ce sont au mieux des discours littéraires qui expriment sous forme de pseudo-raisonnements les positions idéologiques de leurs auteurs », caricature l'anthropologue Maurice Godelier.

## Histoire de l'expression

### Sens des expressions
Les expressions « sciences dures » et « sciences molles » désignent respectivement les sciences de la nature, ou formelles, et les sciences humaines et sociales.

### Référence linguistique à l'informatique
Les expressions sciences dures et sciences molles sont une distinction de la langue anglaise et proviennent des États-Unis distinguant « hard science » et « soft science » comme on distingue en informatique le « hardware » du « software ».

Selon Philippe Cibois, secrétaire général de l’Association française de sociologie :  

« L'opposition entre sciences humaines et sociales et sciences du monde naturel a un fondement épistémologique mais l'opposition science dure/science molle, dans sa terminologie, est récente et est contemporaine de l'arrivée de l'informatique où on s'est rendu compte que les machines, appelées « la quincaillerie » en anglais, le « hardware », avait besoin de quelque chose de beaucoup plus subtil pour fonctionner, la programmation. Par opposition à hard dans hardware (étymologiquement en anglais, « articles en dur »), s'est composé le néologisme software pour désigner les programmes. Le français a fait de même en inventant l'opposition matériel/logiciel qui s'est bien adaptée. De l'informatique, l'opposition hard/soft, matériel (relevant de la physique)/logiciel (relevant des applications de la science informatique elle-même) est passée aux disciplines elles-mêmes opposant la « hard science » qui concerne la physique et les sciences de la matière à la « soft science » qui touche la linguistique, l'algorithmique, la logique. Il est à noter que les sciences de la vie ne sont pas prises en compte par cette opposition et que l'usage courant actuel est, chez certains membres des sciences de la matière, d'appeler soft tout ce qui ne résiste pas autant à l'expérimentation que la matière, ce qui en vient à désigner toutes les sciences humaines et sociales, ce que les économistes contestent évidemment pour leur compte. »

### Les origines anglophones
Les expressions anglophones datent d’au moins des années 1960, comme le remarque l’historien et sociologue Steven Shapin à travers l’outil de Google Ngram Viewer. Difficile en revanche de savoir quand l’expression est apparue dans le langage courant. Il note toutefois comme premières évocations un discours de l’ingénieur Gano Dunn qui, en 1945, distingue des sciences dures comme des sciences plus exactes dans leur capacité de prédiction par rapport aux sciences molles. Dans le milieu académique, l’historien note une première apparition en 1966 dans l’article du sociologue Norman Storer intitulé The Hard Sciences and the Soft.
Dans le no 661-662 de juin-juillet 2002 de la revue Critique, intitulé Sciences dures ?, Françoise Balibar et Elie During, écrivent : « C’est un lieu commun tenace : les sciences seraient d'autant plus « dures » qu'elles seraient plus authentiquement des sciences. [...] L’opposition des sciences dures (physico-mathématiques) aux sciences humaines hérite de ces confusions et de ces préjugés. »

## Critiques épistémologiques sous-entendues

### Une hiérarchie des sciences
Le nommage distinguant les sciences dures des sciences molles présente une connotation péjorative,, qui laisse entendre que les sciences dites dures seraient plus complexes mais présenteraient aussi des résultats plus stables et reproductibles que les dites sciences molles, et seraient donc hiérarchiquement davantage des sciences,
L'anthropologue Maurice Godelier caricature ces affirmation ainsi : « Ce sont au mieux des discours littéraires qui expriment sous forme de pseudo-raisonnements les positions idéologiques de leurs auteurs ».
Selon Thierry Rogel, professeur agrégé de sciences économiques et sociales : « Cette dichotomie est à la fois portée par les débats sur les deux sciences, les définitions vulgarisatrices de ce « qu'est ou devrait être » la science ainsi que la partition institutionnelle et culturelle de l'Éducation Nationale pour laquelle la filière scientifique est uniquement celle qui correspond aux sciences dures. »
Selon Léna Soler, épistémologue et membre du Laboratoire de philosophie et d’histoire des sciences : « L’opposition sciences dures/sciences molles n’est pas à placer sur le même plan que [les autres classifications des sciences], dans la mesure où elle repose essentiellement sur un jugement de valeur : parler de sciences « molles » est évidemment péjoratif [...]. L’opposition sciences dures/sciences molles coïncide globalement avec l’opposition entre d’un côté sciences de la nature et sciences formelles, de l’autre sciences humaines et sociales ».

### Positivisme

#### Plus de chiffres, fait plus scientifique
L'expression sciences molles sous-entend qu'elles soient trop subjectives car elles n'utilisent que peu de chiffres pour expliquer. Une idée reçue contrariée par le simple exemple des sciences économiques elles-mêmes classées parmi les sciences molles. Autre exemple, certaines études en sociologie utilisent un grand nombre de données quantitatives.
Que la présence de chiffre soit synonyme d'objectivité est une idée reçue tenace, notamment depuis le positivisme scientifique. La recherche de mathématisation de sa propre discipline d'expertise est quelque chose qu'on retrouve durant le XXe siècle, à la fois parmi les disciplines pseudo-scientifiques comme le fait Jacques Lacan dans la psychanalyse[Qui ?], et à la fois parmi les disciplines scientifiques jugées trop molles par certains premiers sociologues de la connaissance,. « Le maniement du nombre et la mathématisation tiennent lieu, par mimétisme, de garantie de scientificité », écrit Roger Frydman.

#### La place des calculs
Dans le même genre de critique, implicitement dite à travers l’expression des sciences molles, c’est le manque de formules mathématiques pour pouvoir expliquer. Une critique caricaturale positiviste, pensant qu'un domaine est scientifique uniquement si le réel est formalisé sous formes mathématiques ; et qu’on puisse expliquer tout le réel qui nous entoure sous forme de lois mathématiques décrivant les phénomènes de cause à conséquence.
Or tout n’est pas causalité linéaire où une cause donne une conséquence. Souvent en sciences humaines et sociales, la causalité s’explique sous forme de statistiques et de probabilités avec, en plus, de nombreuses causes. Et parfois, la conséquence influence la cause, telle une boucle de rétroaction. Des contradictions difficiles à formaliser avec de simples calculs mathématiques.

### Un objet d’étude différent par nature
Contrairement à l'implicite supposé des sciences molles plus faciles à étudier, les sciences humaines et sociales sont difficiles à étudier du fait de leur objet d’étude, qu’on ne peut pas isoler au bon vouloir. En sciences sociales, « les sociétés ne sont pas des objets que l’on peut faire entrer dans un système de machines et sur lesquelles on pourrait se livrer à des « expériences ». Seule l’histoire est le lieu des expérimentations […] », écrit Maurice Godelier.

#### La place de l'interprétation
Selon Balibar et During, l'expression ferait apparaître les sciences dures comme autant de dogmes rigides : « Tout se passe comme si les sciences de la nature ne pouvaient être qu'« inhumaines ». Un idéal de l'objectivisme pure : étudier le réel indépendamment de l'observateur. Or, quelle que soit la science, il existe toujours une interprétation de la part de l'observateur, de l'expérimentateur, du chercheur scientifique.
En épistémologie, certains philosophes parlent de sciences complexes au lieu de sciences molles. En sciences humaines et sociales « le praticien du complexe étudie un objet dont il est lui-même constitué ». Autrement dit, on ne peut se détacher entièrement de l’objet étudié. La personne étudiant l’humain ou la société interfère toujours avec son objet étudié. Tout le but de la démarche scientifique est alors de le prendre en compte durant son analyse.